# Ženské světové hry

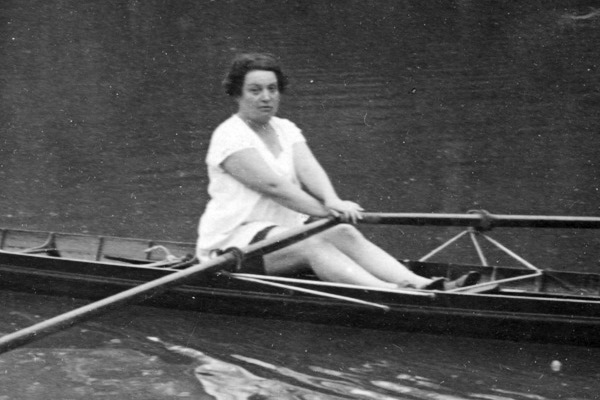
Alice Milliatová, zakladatelka Ženských světových her

Ženské světové hry (původně do roku 1924 Ženské olympijské hry či Ženské olympiády) byly mezinárodní sportovní soutěže, pořádané jako reakce na nedostatečné zastoupení žen na Olympijských hrách. Konaly se v letech 1922 až 1934 ve čtyřletých intervalech.

## Historie
Na první novodobé olympiádě v roce 1896 startovali pouze muži, v roce 1900 v Paříži se představily jako první ženy tenistky a golfistky, později přibyla do programu ještě ženská lukostřelba, krasobruslení a plavecké disciplíny, ale ještě v roce 1920 tvořily ženy pouze 65 z celkového počtu 2626 olympioniků. Mezinárodní olympijský výbor považoval většinu sportů ze zdravotních důvodů za nevhodné pro ženy a odmítal je uznat. Proti tomu vystoupila francouzská veslařka a zakladatelka Federation féminine sportive de France Alice Milliatová, která v březnu 1921 uspořádala v Monte Carlu mezinárodní lehkoatletické závody nazvané 1er Meeting International d'Education Physique Feminine de Sports Athletiques, dodatečně označené za nulté vydání Světových ženských her.
V roce 1919 byl v Československu založen Svaz házené a ženských sportů, z jehož iniciativy byla v říjnu 1921 později za účasti Francie, USA, Velké Británie, Itálie, Švýcarska a Švédska založena Mezinárodní federace ženských sportů (Fédération Sportive Féminine Internationale) jako řídící orgán světového ženského sportovního hnutí a v srpnu 1922 se na Stade Pershing v Paříži konaly první Ženské olympijské hry. Po protestu MOV byla na návrh československé delegace na III. kongresu FSFI v roce 1924 soutěž přejmenována na Ženské světové hry.
Celkem se uskutečnila čtyři vydání her. Na programu byl kromě atletiky basketbal, házená, sportovní šerm, sportovní střelba, kanoistika a na hrách 1930 v Praze se představila také národní házená. V roce 1928 se poprvé konaly na olympiádě v Amsterdamu atletické soutěže žen a Mezinárodní asociace atletických federací začala přijímat ženské členky. Tím pominul důvod k pořádání separátních Ženských světových her a místo pátého ročníku, plánovaného na rok 1938 do Vídně, se uskutečnily ženské soutěže v rámci mistrovství Evropy v atletice.
V roce 1931 se ve Florencii konala také Olympiáda půvabu, určená pouze evropským sportovkyním.

## Přehled
| Pořadí | Rok  | Město    | Stát               | Počet sportovkyň / států |
| ------ | ---- | -------- | ------------------ | ------------------------ |
| I.     | 1922 | Paříž    | Francie            | 77/5                     |
| II.    | 1926 | Göteborg | Švédsko            | 100/9                    |
| III.   | 1930 | Praha    | Československo     | 200/17                   |
| IV.    | 1934 | Londýn   | Spojené království | 200/19                   |

## Pořadí zemí
1922
1. Velká Británie - 50 bodů
2. Spojené státy americké - 31 bodů
3. Francie - 29 bodů

1926
1. Velká Británie - 50 bodů
2. Francie - 22 bodů
3. Švédsko - 20 bodů

1930
1. Německo - 57 bodů
2. Polsko - 26 bodů
3. Velká Británie - 19 bodů

1934
1. Německo - 95 bodů
2. Polsko - 33 bodů
3. Velká Británie - 31 bodů